# Kiryandongo (district)
Kiryandongo is een district in het westen van Oeganda. Het administratief centrum van het district bevindt zich in de stad Kiryandongo. Het district telde in 2014 266.197 inwoners en in 2020 naar schatting 313.800 inwoners op een oppervlakte van 3634 km². Bijna 80% van de bevolking woont op het platteland.
Het district werd opgericht in 2010 na opsplitsing van het district Masindi. Het district is opgedeeld in drie steden (town councils van Kiryandongo, Bweyale en Kigumba) en vier subcounty's. Ook is er een vluchtelingenkamp nabij Bweyale.